# Sivry
Sivry település Franciaországban, Meurthe-et-Moselle megyében. Lakosainak száma 239 fő (2022. január 1.). Sivry Belleau, Bratte, Faulx, Jeandelaincourt és Moivrons községekkel határos.

## Népesség
A település népessége az elmúlt években az alábbi módon változott:
| Lakosok száma | 126  | 146  | 165  | 254  | 258  | 261  | 257  | 245  | 239  | 239  |
|               | 1968 | 1982 | 1990 | 2006 | 2013 | 2015 | 2017 | 2019 | 2020 | 2022 |